# ドルノ
ドルノ（伊: Dorno）は、イタリア共和国ロンバルディア州パヴィーア県にある、人口約4,700人の基礎自治体（コムーネ）。

## 地理

### 位置・広がり

#### 隣接コムーネ
隣接するコムーネは以下の通り。
- アラーニャ
- ガルラスコ
- グロペッロ・カイローリ
- ピエーヴェ・アルビニョーラ
- サンナッツァーロ・デ・ブルゴンディ
- スカルダゾーレ
- ヴァレッジョ
- ジナスコ

### 気候分類・地震分類
気候分類では、zona E, 2619 GGに分類される。
また、イタリアの地震リスク階級 (it) では、zona 3 (sismicità bassa) に分類される
。

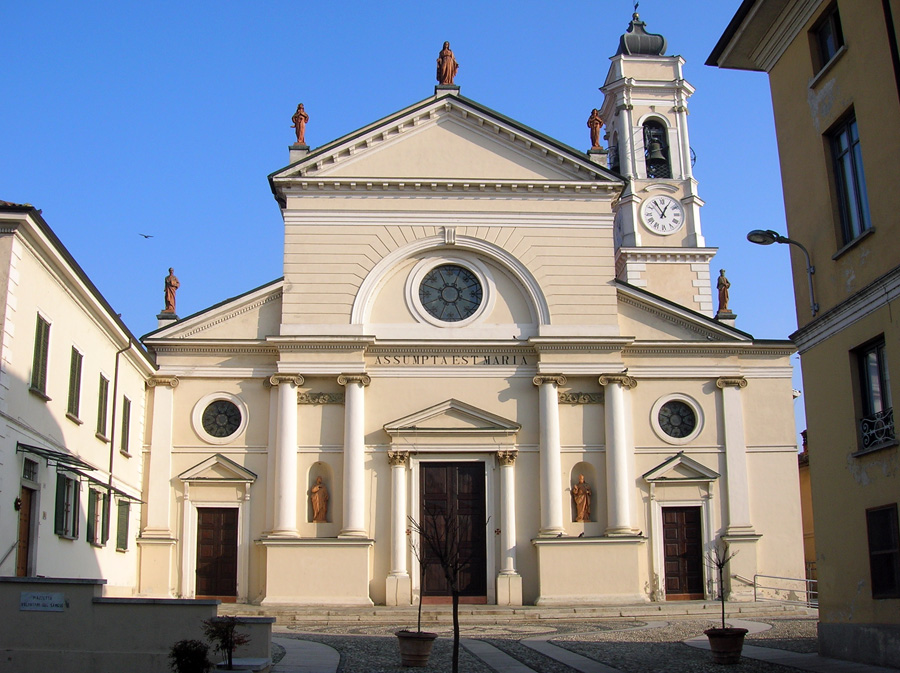
ドルノの教会区教会堂

## 関連
- スティーブ・ヴァイ - 祖父母の出身地であり、2012年7月22日に名誉市民となった[7]。